# Leiocassis
Leiocassis es un género de peces actinopeterigios de agua dulce, distribuidos por ríos de Asia.

## Especies
Las 13 especies de este género son:
- Leiocassis aculeatus Ng y Hadiaty, 2005
- Leiocassis brevirostris Nguyen, 2005
- Leiocassis collinus Ng y Lim, 2006
- Leiocassis crassirostris Regan, 1913
- Leiocassis doriae Regan, 1913
- Leiocassis hosii Regan, 1906
- Leiocassis longibarbus Cui, 1990
- Leiocassis longirostris Günther, 1864
- Leiocassis micropogon (Bleeker, 1852)
- Leiocassis poecilopterus (Valenciennes, 1840)
- Leiocassis saravacensis Boulenger, 1894
- Leiocassis tenebricus Ng y Lim, 2006
- Leiocassis yeni Nguyen y Nguyen, 2005